# Tertio
Tertio is een christelijk opinieweekblad met interviews, columns, opinies, themadossiers en christelijk nieuws met een levensbeschouwelijke invalshoek. Actuele zingevingsvragen worden theologisch en filosofisch belicht met ook aandacht voor protestantse, orthodoxe en anglicaanse tradities. Het blad verschijnt wekelijks op woensdag in de dagbladhandel, maar de meerderheid van de lezers heeft een betalend postabonnement.

## Geschiedenis
Op 30 september 1999 verwijderde de redactie onder leiding van Peter Vandermeersch het woordkruis AVV-VVK rechts naast de titel van het dagblad De Standaard, waarmee duidelijk werd dat de christelijke zingeving meer en meer achterwege bleef in quasi alle traditionele media van Vlaanderen. Cultuurjournalist Bert Claerhout wilde die lacune samen met onder meer Jan De Volder en Peter Vande Vyvere verhelpen door een invalshoek te bieden die "oog heeft voor menselijke waarden, spiritualiteit en christelijke zingeving." In februari 2000 werd Tertio gelanceerd als "nieuw christelijk weekblad voor Vlaanderen" waarbij de naam verwijst naar geloven (in de drie-eenheid) in het derde millennium. De naam werd afgeleid uit de pauselijke brief Tertio Millennio adveniente van paus Johannes Paulus II uit 1994. Claerhout werd de eerste hoofdredacteur en kon anderhalve maand na lancering buigen op 5.000 abonnees. De redactie bestond verder nog uit eindredactrices Rita Geys, Sarah Vangheluwe, Katrien Verreyken en publicist Koenraad De Wolf. Elk nummer omvat een grondig dossier over een actueel onderwerp. 
| Periode    | Hoofdredactie       |
| ---------- | ------------------- |
| 2000-2007  | Bert Claerhout      |
| 2007-2012  | Peter Vande Vyvere  |
| 2012-2017  | Geert De Kerpel     |
| 2017-2022  | Emmanuel Van Lierde |
| 2022-heden | Johan Van der Vloet |

In 2007 werd Emmanuel Van Lierde redacteur en Peter Vande Vyvere hoofdredacteur. In 2008 werd Tertio vernieuwd met "Geloofwaardig" als ondertitel. Eind 2011 riep hij op om de katholieke identiteit van de KU Leuven niet te verkwanselen.
In 2012 werd Geert De Kerpel hoofdredacteur. In 2014 trok hij vrijmetselaar en zelfverklaard ‘christelijk agnost’ Luc Van der Kelen aan als columnist omwille van zijn "kritisch-opbouwende stem in het maatschappelijk debat".
Toen De Kerpel in 2017 woordvoerder van kardinaal Jozef De Kesel werd, volgde Emmanuel Van Lierde hem vanaf 1 september 2017 op als hoofdredacteur. Geert De Cubber, Frederique Vanneuville, Sylvie Walraevens en Ludwig De Vocht werden vaste redacteurs.
De redactie wordt versterkt door freelance bijdrages van onder meer Raf Butstraen (christelijk geïnspireerde films), Sabine Alexander (schilderkunst & architectuur), Mirek Cerny (cultuur sinds 2007), Jooris Van Hulle (boekrecensies), pedagoog Hans Van Crombrugge, Jan Glorieux, Veerle Deknopper, Anneleen Wouters, Tom Cassauwers, Kris Somers, Virginie Platteau (cultuur), Toon Lambrechts, Ludo van den Eynden, Mark Rotsaert, Benoit Lannoo en freelance journalist Montasser AlDe'emeh.
Opinies worden aangeleverd door onder meer Bart Maddens, René Stockman, politicoloog/socioloog Guido Dierickx, Mark Van de Voorde en bijbelexegeet Jean Bastiaens. Columns worden verzorgd door onder andere Gerard Bodifée, Rony Ceustermans (norbertijn uit de abdij van Averbode), Yvonne Denier, Anton De Wit (hoofdredacteur Katholiek Nieuwsblad), Gaston Durnez, MO*-journalist Alma De Walsche, Mark Eyskens, Steven Van Hecke, Désanne van Brederode, Steven Vanackere, Luc Van der Kelen, psychiater An Haekens,  en Guido Vanheeswijck. Poëtische reflecties worden neergepend door onder meer bijbelwetenschapper Bénédicte Lemmelijn, socioloog Stefan Vanistendael, hoogleraar joodse wijsbegeerte Luc Anckaert, musicoloog Jan Christiaens, filosoof Pieter Bob Van Petegem, leerkracht Christophe Brabant, Heidi Lenaerts, Tine De Leeuw van de Sint-Michielsbeweging en Rita Boeren.
In september 2020 werd de redactie versterkt door Liza Cortois. Sinds 1 september 2022 is Johan Van der Vloet de hoofdredacteur van Tertio. Van der Vloet is diaken van het aartsbisdom Mechelen-Brussel en lector/onderzoeker aan de UCLL.
Lijst van tijdschriften in België